# Argoravinia
Argoravinia is een vliegengeslacht uit de familie van de dambordvliegen (Sarcophagidae).

## Soorten
- A. rufiventris (Wiedemann, 1830)